# Red River Jamboree
Das Red River Jamboree war eine US-amerikanische Country-Sendung, die von KFTV aus Paris, Texas, gesendet wurde.

## Geschichte
Das Red River Jamboree wurde jeden Samstagabend unter Publikum im Fair Park Coliseum von um 20 bis um 23 Uhr live über KFTV abgehalten. Produziert wurde die Show von Roy Glenn, der auch Banjo spielte und als Komiker in der Show auftrat. Pee Wee Reid, ein populärer DJ auf KFTV und Leiter einer Tanzband in Dallas, moderierte durch die Show und galt als Initiator des Jamborees. Reid sagte später in einem Interview, dass er das Red River Jamboree vor allem für junge Nachwuchstalente gestartet hatte, um ihnen Erfahrung und einen Karrierestart geben zu können.
Das Red River Jamboree erlangte eine hohe Beliebtheit beim Publikum. Am Samstagnachmittag wurde sogar eine „Warm-Up Show“ veranstaltet, um den Besucherandrang zu verarbeiten. Am 18. Oktober 1956 fand eine Extrashow statt, die auf dem South Side Plaza in Paris stattfand.
Das Ensemble des Red River Jamborees bestand vor allem aus regionalen und etwas unbekannteren Musikern. Nan Castle beispielsweise hatte einen Plattenvertrag mit RCA Victor und die Shelton Brothers hatten in den 1930er-Jahren ihre größten Hits (Deep Elm Blues). Der populäre Rockabilly wurde durch den 17-jährigen Gitarristen Don McKnight und William Harris & the Ramblers in die Show gebracht. Weitere Mitglieder waren die Huggins Brothers, Lloyd Ferguson, die Hammond Brothers, die Cases und viele weitere. Die Musical Keeners stellten die Hausband des Red River Jamborees.
Ab dem 13. Juni 1959 wurde die Show über den Radiosender KPLT mit teilweise erneuertem Ensemble übertragen.
Heutzutage ist das Red River Jamboree nicht mehr auf Sendung. Den Sender KFTV gibt es nicht mehr. Ab 1960 wurde in Kanada eine ähnliche, gleichnamige Show übertragen, die jedoch in keiner Verbindung mit dem Red River Jamboree aus Paris, Texas, stand.

## Gäste und Mitglieder
| - The Shelton Brothers - Nan Castle - Riley Crabtree - Charline Arthur - The Huggins Brothers - William Harris and the Ramblers - Lloyd Ferguson - The Hammond Brothers - The Cases - Mary Wright - Roy Glenn - Tommy Holmes - Dean & Ray Martin | - Don McKnight - The Musical Keeners - Paul Castleberry - Patricia Erwin - Douglas Potts - The Plainsmen Quartet - The McCoys with Doly McCoy and Band - Homer Minty - Jerry Hanlon - The Duvall Sisters - Reta & May - Carl Blankenship |